# Воттерсон-Парк (Кентуккі)
Воттерсон-Парк (англ. Watterson Park) — місто (англ. city) в США, в окрузі Джефферсон штату Кентуккі. Населення — 1004 особи (2020).

## Географія
Воттерсон-Парк розташований за координатами 38°11′43″ пн. ш. 85°40′56″ зх. д. / 38.19528° пн. ш. 85.68222° зх. д. (38.195283, -85.682236).  За даними Бюро перепису населення США в 2010 році місто мало площу 3,71 км², з яких 3,70 км² — суходіл та 0,01 км² — водойми.

## Демографія
Згідно з переписом 2010 року, у місті мешкало 976 осіб у 487 домогосподарствах у складі 220 родин. Густота населення становила 263 особи/км².  Було 532 помешкання (143/км²).
Расовий склад населення:
| - 63,1 % — білих - 21,2 % — чорних або афроамериканців - 0,6 % — азіатів - 0,1 % — вихідців з тихоокеанських островів - 0,1 % — корінних американців - 12,3 % — осіб інших рас |

До двох чи більше рас належало 2,6 %. Частка іспаномовних становила 19,5 % від усіх жителів.
За віковим діапазоном населення розподілялося таким чином: 20,6 % — особи молодші 18 років, 63,5 % — особи у віці 18—64 років, 15,9 % — особи у віці 65 років та старші. Медіана віку мешканця становила 41,7 року. На 100 осіб жіночої статі у місті припадало 99,2 чоловіків;  на 100 жінок у віці від 18 років та старших — 98,2 чоловіків також старших 18 років.
Середній дохід на одне домашнє господарство  становив 36 731 долар США (медіана — 32 049), а середній дохід на одну сім'ю — 41 774 долари (медіана — 35 263). Медіана доходів становила 30 559 доларів для чоловіків та 29 250 доларів для жінок. За межею бідності перебувало 26,2 % осіб, у тому числі 28,1 % дітей у віці до 18 років та 17,0 % осіб у віці 65 років та старших.
Цивільне працевлаштоване населення становило 625 осіб. Основні галузі зайнятості: мистецтво, розваги та відпочинок — 24,5 %, роздрібна торгівля — 14,2 %, освіта, охорона здоров'я та соціальна допомога — 13,3 %.